# Biskupi koszyccy

## Diecezja koszycka

### Biskupi diecezjalni
| L.p. | Imię i nazwisko          | Lata      | Informacje dodatkowe                                            |
| ---- | ------------------------ | --------- | --------------------------------------------------------------- |
| 1    | Andrej Szabó             | 1804–1819 | biskup                                                          |
| 2    | Štefan Čech              | 1820–1831 | biskup                                                          |
| 3    | Anton Ocskay             | 1838–1848 | biskup                                                          |
| 4    | Jozef Kunszt             | 1850–1852 | biskup                                                          |
| 5    | Ignác Fábry              | 1852–1867 | biskup                                                          |
| 6    | Ján Perger               | 1868–1876 | biskup                                                          |
| 7    | Konštantín Schuster      | 1877–1886 | biskup                                                          |
| 8    | Žigmund Bubics           | 1887–1907 | biskup                                                          |
| 9    | Augustín Fischer-Colbrie | 1907–1925 | biskup                                                          |
| 10   | Jozef Čársky             | 1925–1938 | administrator apostolski                                        |
| *    | Štefan Madarász          | 1939–1948 | administrator apostolski węgierskiej części diecezji koszyckiej |
| *    | Jozef Čársky             | 1939–1945 | administrator apostolski słowackiej części diecezji koszyckiej. |
| 11   | Jozef Čársky             | 1945–1962 | administrator apostolski                                        |
| *    | Štefan Onderko           | 1962–1990 | wikariusz kapitulny                                             |
| 12   | Alojz Tkáč               | 1990–1995 | biskup                                                          |

### Biskupi pomocniczy
| L.p. | Imię i nazwisko          | Lata      | Informacje dodatkowe                     |
| ---- | ------------------------ | --------- | ---------------------------------------- |
| 1    | Augustín Fischer-Colbrie | 1904–1906 | biskup tytularny Dometiopolis, koadiutor |
| 2    | Jozef Cársky             | 1925–1962 | biskup tytularny Thagora                 |
| 3    | Bernard Bober            | 1992–1995 | biskup tytularny Vissalsa                |

## Archidiecezja koszycka

### Ordynariuszeimetropolici
| L.p. | Imię i nazwisko | Lata       | Informacje dodatkowe |
| ---- | --------------- | ---------- | -------------------- |
| 12   | Alojz Tkáč      | 1995–2010  | arcybiskup           |
| 13   | Bernard Bober   | od 2010 r. | arcybiskup           |

### Sufragani
| L.p. | Imię i nazwisko    | Lata      | Informacje dodatkowe        |
| ---- | ------------------ | --------- | --------------------------- |
| 3    | Bernard Bober      | 1995-2010 | biskup tytularny Vissalsa   |
| 4    | Stanislav Stolárik | 2004-2015 | biskup tytularny Barica     |
| 5    | Marek Forgáč       | od 2016   | biskup tytularny Seleuciana |